# جین تیرنی
جین تیرنی (انگلیسی: Gene Tierney؛ ۱۹ نوامبر ۱۹۲۰ – ۶ نوامبر ۱۹۹۱) هنرپیشه اهل ایالات متحده آمریکا بود.
از فیلم‌هایی که وی در آن نقش داشته است، می‌توان به به بهشت واگذارش کن، لورا، بهشت می‌تونه صبر کنه، سینوهه و هرگز رهایم مکن اشاره کرد.

## فیلم‌شناسی
- جاده تنباکو (۱۹۴۱)
- ژست شانگهای (۱۹۴۱)
- بهشت می‌تونه صبر کنه (۱۹۴۳)
- لورا (۱۹۴۴)
- به خدا واگذارش کن (۱۹۴۵)
- لبه تیغ (۱۹۴۶)
- روح و خانم میور (۱۹۴۷)
- پرده آهنین (۱۹۴۸)
- گرداب (۱۹۴۹)
- شب و شهر (۱۹۵۰)
- هرگز رهایم مکن (۱۹۵۳)
- سینوهه (۱۹۵۴)